# Paraunisaccoides lobolecithus
Paraunisaccoides lobolecithus är en plattmaskart. Paraunisaccoides lobolecithus ingår i släktet Paraunisaccoides och familjen Haploporidae. Inga underarter finns listade i Catalogue of Life.